# Gisela (Tochter Ludwigs des Frommen)
Gisela, auch Gisla, (französisch Gisèle; * um 819/822; † nach 874) war die Tochter von Kaiser Ludwig dem Frommen und seiner Frau Judith.
Gisela heiratete vor dem Jahr 840, wahrscheinlich um 836, Eberhard, Markgraf von Friaul, und hatte mit ihm zehn Kinder:
1. Eberhard (837–nach dem 20. Juni 840).
2. Ingeltrud von Friaul (um 836–867), heiratete Heinrich (um 830–886), Markgraf von Neustrien
3. Unruoch III. (etwa 840–874), Ehemann von Ava von Tours.
4. Berengar I. (etwa 843–924), Ehemann von Bertila von Spoleto, 888 in Pavia zum König der Langobarden und 915 zum römisch-deutschen Kaiser gewählt.
5. Adalhard († nach dem 1. Juli 874). Abt von Cysoing.
6. Rudolf († 1. Mai 892). Abt von Cysoing und Saint-Vaast d’Arras. 883 erhielt er von Karlmann Artois und Ternoise, welche bei seinem Tod Balduin II. beschlagnahmte.
7. Alpais, jung gestorben und in der Abtei Sainte-Calixte de Cysoing begraben
8. Heilwig von Friaul (um 855–um 895), heiratete um 874 Huchald (Hucbald) von Ostervant († nach 890) und danach eventuell Roger I. (um 867–926) Graf von Laon.
9. Gisela († um 863), Nonne in der Abtei San Salvatore in Brescia.
10. Judith von Friaul (863–881), Ehefrau von Konrad II., Markgraf von Transjuranien und Graf von Auxerre.

836 gab Ludwig der Fromme seiner Tochter Gisela und ihrem Ehemann Eberhard von Friaul die Ortschaften Ascq, Flers und Gruson als Mitgift.
Zusammen mit ihrem Ehemann gründete Gisela die Abtei Sainte-Calixte de Cysoing. Gemeinsam orientierten sie sich auch als Laien an geistigen Werten und folgten dabei dem Vorbild des Hofes Karls des Großen.
„Die Ehe Gislas, der jüngsten Tochter Ludwigs, stellte einen völlig anderen, für eine Karolingerin im Grunde genommen neuen Ehetypus dar. Ihr Gatte, Eberhard von Friaul, stand zwischen dem Kaiser und dessen aufständischem Sohn Lothar. Er sollte durch die Ehe mit der Kaisertochter eher als Verbündeter gewonnen, denn als Günstling belohnt werden. Daß er darum auch Forderungen stellen konnte, liegt auf der Hand. Deshalb brachte auch die Verschwägerung mit einer Karolingerin seiner Sippe einen ungewöhnlichen Aufstieg. Gisela war jene Karolingerin, deren Sohn als erster von mehreren Karolingern der weiblichen Linien König von Italien wurde. Die Ehe Giselas leitete eine Entwicklung ein, die sonst erst in der nächsten Generation zu beobachten ist.
Mit der der Tochter Judith setzte der Aufstieg der Unruochinger ein. Die Ehe der jüngsten Ludwig-Tochter war kein einseitiger Gunstbeweis des Kaisers. Als Eberhard Gisela heiratete, suchte er einen Verbündeten gegen seine Söhne. Der Gemahl Giselas war vielleicht schon 828 Markgraf von Friaul geworden. Er stand anscheinend sowohl zu Lothar, als auch zu Ludwig in guten Beziehungen. Durch die Ehe mit Gisela sollte er vielleicht ganz auf die Seite Ludwigs gezogen werden, möglicherweise auch als Vermittler zwischen Vater und Sohn fungieren.“

## Testament
Im Jahr 864 verfassten Eberhard und Gisela von Friaul ein Testament. Dieses Testament ist eines der wenigen erhaltenen Testamente aus der Karolingerzeit und zudem das Testament eines Paares. Es zeigt, dass Eberhard und seine Frau eine reiche Sammlung wertvoller Gegenstände besaßen: Geschirr, Möbel, Kunstwerke, Schmuck und eine beeindruckende Bibliothek.